# Condición de Dorfman-Steiner
La condición Dorfman-Steiner es un teorema de la economía neoclásica que busca el nivel óptimo de la publicidad que una empresa debe realizar. El teorema lleva el nombre de Robert Dorfman y Peter O. Steiner quien desarrolló el enfoque en su artículo de 1954 citado ampliamente en la American Economic Review. Las empresas pueden aumentar sus ventas ya sea por la disminución del precio del bien o persuadiendo a los consumidores a comprar más por el aumento de los gastos de publicidad. El nivel óptimo de la publicidad de una empresa se encuentra en que la relación de la publicidad para la venta es igual a los márgenes precio-coste veces la publicidad elasticidad de la demanda. El resultado obvio es que a mayor grado de sensibilidad de la cantidad demandada a la publicidad y mayor el margen en la salida extra, entonces el más alto el nivel de la publicidad.
Una presentación de libro de texto simple del enunciado matemático del enfoque, es el siguiente:
{\displaystyle {\frac {p_{A}A}{p.q}}={\frac {p-c}{p}}.e_{A}}
Donde
{\displaystyle \ p_{A}} es el precio por unidad de la publicidad
{\displaystyle \ A} es la cantidad de publicidad
{\displaystyle \ p} es el precio del bien
{\displaystyle \ q} es la producción del bien
{\displaystyle \ c} es el promedio o marginal, dependiendo de los supuestos, el costo de producción
{\displaystyle \ e_{A}}  es la elasticidad de la publicidad de la demanda.